# Grey Goo (відеогра)
Grey Goo — відеогра жанру стратегії в реальному часі, випущена 23 січня 2015 року для Microsoft Windows. Гра розроблена Petroglyph Games, багато співробітників якої працювали в
Westwood Studios, відомій серією Command & Conquer. Особливістю є одна з грабельних фракцій, заснована на сценарії «сірого слизу» (англ. Grey goo).

## Ігровий процес

База і війська людей у Grey Goo

### Основи
Grey Goo є стратегією в реальному часі, що передбачає будівництво бази, збір ресурсів та збір армій для битви з ворогами. Дія гри відбувається на вигаданій планеті Екосистема 9 (англ. Ecosystem Nine), де стикнулися три фракції: люди, іншопланетяни Бета, і створений людьми Сірий слиз. У доповненні «Descent of the Shroud» було введено додаткову фракцію Саван. Війська поділяються на легкі, важкі та авіацію. В кожної фракції також є один або кілька особливо ефективних «епічних» юнітів, створення яких вимагає багато ресурсів і розвитку технологій.
Основою слугує командний центр (HQ), біля до якого створюються споруди. Основним ресурсом є речовина Каталізатор, яку автоматизовано добувають екстрактори з джерел на поверхні планети та доставляють до очисників. Війська замовляються на фабриках, які доповнюються модулями, що визначають спеціалізацію на виробництві юнітів певного виду. Сірий слиз відрізняється від решти фракцій. Всі згустки Слизу можуть переміщуватися, а основний згусток — Матір, безпосередньо поглинає Каталізатор без будь-яких додаткових утворень. Усі фракції можуть впровадити одне з трьох вдосконалень у кількох категоріях.

### Фракцій
- Бета (англ. The Beta) — гуманоїдні іншопланетяни, котрі врятувалися після падіння своєї цивілізації, спричиненого загадковими Мовчазними. Прилетівши до Екосистеми 9, вони використали матеріали свого корабля для побудови колонії, в надії колись повернутися в космос. На відміну від більшості інших відеоігор, де є іншопланетяни, зображені менш технологічно розвиненими за людей. Їхній командний центр підтримує обмежену кількість будівель впритул до себе, але Бета здатні розгортати на віддалі аванпости, біля яких зводити додаткові споруди. Не володіють оборонними спорудами, крім стін, проте мають особливу можливість поміщати на них війська, забезпечуючи цим гнучку оборону.
- Люди (англ. The Humans) — після епохи подорожей космосом і війн люди повернулися на Землю, доручивши більшість праці роботам. Зафіксувавши сигнал з Екосистеми 9, люди спорядили туди експедицію. Можуть мати лише одну базу, але яка не обмежена в розширенні. Проте споруди функціонують лише будучи приєднаними до командного центру провідними доріжками. Володіють здатністю до телепортування військ і споруд. Всі війська фракції є роботами і вона має найсильнішу авіацію.
- Сірий слиз (англ. The Goo) — створені наприкінці XXI століття як дослідний інструмент нанороботи. Лише нанороботи могли подорожувати всесвітом крізь мікроскопічні червоточини і збирати інформацію. Коли люди полишили активні космічні подорожі, Слиз продовжив існувати і відкрив існування Савану. Він переписав свою основну програму з дослідження на поглинання матерії задля збору армії, що захистить життя від Савану. Сірий слиз не має звичних будівель, замість них є згустки нанороботів: Материнський Слиз, Малий Протеан (створює легких юнітів) і Великий Протеан (створює важких юнітів). Всі вони здатні перетікати поверхнями, в тому числі вертикальними. Кожен згусток здатний розпастися на певну кількість вказаних юнітів. Слиз не має авіації, зате дуже мобільний, а деякі наземні війська можуть вражати ворогів після знищення.
- Саван (англ. Shroud) — таємничі і ворожі до решти фракцій істоти, відомі Бета як Мовчазні. Поєднують риси машин і живих істот та поглинають ресурси планет, поширюючись всесвітом. Можуть будувати споруди будь-де в зоні видимості, але їх обмаль і вони дороговартісні та на початку малоефективні. Натомість всі споруди, крім командного центру, можуть перетворюватися на свої посилені версії різної спеціалізації. А будучи в зоні дії спеціальних точок енергопостачання, отримують додаткові функції.

## Сюжет

### Кампанія раси Бета
Залишки раси іншопланетян Бета після того як їхнє суспільство знищили загадкові Мовчазні, знайшли прихисток на планеті Екосистема 9. Під час випробувального запуску червоточини, яку вони планували використовувати, щоб повернутися в космос, на планету прориваються неопізнані безпілотники. Бета на чолі з Саруком беруться битися з прибульцями, думаючи, що це Мовчазні. Сарук евакуйовує населення на майже завершений корабель «Сума». Але щоб покинути планету потрібен Каталізатор, доступ до джерел якого відрізаний, тож потрібно будь-яким чином добути більше цього ресурсу. Врешті Сарук знаходить людину без свідомості та розуміє, що Бета досі боролися зовсім не з Мовчазними. Проте люди спустошують родовища Каталізатора і він вирішує продовжити війну.
В цей час з космосу падають уламки, що приносять з собою агресивно налаштований Сірий слиз. Сарук рятує командира Барку і персонал Командного центру, чим дає всім Бета шанс на порятунок.

### Кампанія людей
Земляни зафіксували сигнал з далекої планеті у Зовнішньому Рукаві Хреста, і спорядили туди корабель «Дарвін» з капітаном Люсі Так. Капітан, обговоривши з штучним інтелектом Синглтоном можливості врятувати зниклого на планеті Редгрейва, отримує повідомлення про дивну поведінку захопленого зразка. Цим зразком виявляється Сірий слиз, який роз'їдає корабель. Люди евакуюються на поверхню планети та під керівництвом Люсі будують базу. Виявивши посадковий модуль Синглтона на ворожій території, Люсі пробивається до нього. Визволений Синглтон розповідає звідки взявся Сірий слиз. Тепер Люсі забирає в Бета Редгрейва і дві раси доходять до порозуміння. Люди допомагають Саруку в евакуації селища, атакованого Слизом.
Відкривається можливість знищити Сірий слиз підривом Каталізатора, але це завдасть шкоди Бета. Сарук дозволяє це зробити, об'єднавши свої війська з людськими, хоч це й означатиме зрив плану покинути Екосистему 9. Синглтон підриває себе разом зі сховищем Каталізатора. Люсі з Саруком отримують підтвердження знищення Сірого слизу, але Люсі вимагає перевірити чи дійсно це так.

### Кампанія Сірого слизу
Пожертвувавши собою, Синглтон злився з Сірим слизом. Так він дізнався, що Слиз прагне не поглинати життя, а захистити його від «зростаючої тиші». Синглтон береться відновити Сірий слиз, для чого розшукує останню Матір. Отримавши основу для баз, Слиз захоплює інформацію про людей і Бета. Після цього він проникає в комунікаційний вузол Бета, щоб отримати координати інших осередків Сірого слизу в галактиці. Синглотон нападає на столицю Бета, в якій міститься корабель «Сума», здатний відкрити червоточину в космос. Він виходить на зв'язок з Люсі і повідомляє їй про справжні цілі Слизу, але та впевнена, що він загроза, яка мусить бути знищена.
Із захопленням Апертурного пристрою Бета встановлюється контакт зі Слизом всієї галактики і для нього відкриваються червоточини на Екосистему 9. Синглтон оголошує, що тепер Сірий слиз, люди і Бета повинні разом протистояти справжньому ворогові.
В сцені після титрів показується як Мовчазні наближаються до Екосистеми 9.

## Завантажувані доповнення
Grey goo: Emergence — сюжетне доповнення, яке складається з трьох місій та подає історію Синглтона між фіналом кампанії людей і початком кампанії Сірого слизу. Вийшло 11 червня 2015 року.
За сюжетом Синглтон з Редгрейвом планують атакувати термінал сховища Каталізатора і зібрати там основну масу Сірого слизу, після чого підірвати його. Синглтон з військами людей проникає всередину і активовує самознищення терміналу. Але після цього його поглинає Сірий слиз, а за мить відбувається вибух.
Люсі розвідує територію та виявляє, що окремі згустки Сірого слизу вціліли. Програма Синглтона тим часом опинилася в мережі Сірого слизу. Той намагається стерти програму, але, ослаблений, не може цього зробити й поміщає Синглтона в карантин. Слиз збирає згустки та тікає від переслідувань людей і Бета. Втікши, Слиз розповідає Синглтону свою історію. Коли люди скасували дослідницьку програму, нанороботи вимкнулися по всій галактиці. Однак, ті, які залетіли надто далеко, не отримали сигналу та стикнулися з формою життя, що поглинала все, з чим стикалася, і взялася переслідувати нанороботів. Вони переписали свою програму для протидії загрозі та стали ширитися галактикою, ставши нинішнім Сірим слизом.
Синглтон захоплює контроль над кількома згустками Слизу, з чого починає протидію основній масі аби не дати їй розповсюдитися. Врешті він пересилює і переконує решту Сірого слизу прийняти його план порятунку від Мовчазних, що полягає в співпраці з людьми і Бета.
Descent of the Shroud — додає до однокористувацьких сутичок проти ШІ та багатокористувацьких фракцію Саван. Кампанія з цим доповненням продовжується місією-епілогом. Також збагачує набір військ кожної з раніших фракцій додатковим юнітом. Видане 31 січня 2016 року.
У додатковій місії показується, що люди, Бета і Сірий слиз досягнули миру. Проте через кілька місяців на планету крізь червоточину прибуває корабель Савану. Синглтон посилає армію знищити корабель, але перед цим колони, що формують захисне поле навколо нього. Втім, це було лише розвідувальне судно, тож Синглтон попри розпач Сарука, закликає всі три фракції готуватися до війни проти Савану.

## Розробка
Гру було анонсовано Petroglyph Games 12 березня 2014 року. Згодом було повідомлено хто конкретно зі співробітників працюватиме над грою. Джош Майда, виконавчий продюсер сказав щодо майбутньої гри: «Ми робимо науково-фантастичну RTS і це ставить нас в ту ж нішу, що й інші науково-фантастичні стратегії в реальному часі. Але ми не думаємо, що Blizzard повинна мати монополію в таких іграх зі StarCraft.» Також він зазначив, що в дизайні команда розробників надихалася фільмом «Район №9» та іншими роботами, над якими трудилася студія спецефектів Weta Workshop.
Бета-тестування почалося 1 липня 2014, коли була розіслана перша хвиля запрошень на нього. Тестування вимагало наявності реєстрації на Grey Box та Steam. Про дату релізу стало відомо 12 грудня 2014, нею було оголошено 23 січня 2015 року. 16 січня 2015 розробники представили сюжетний трейлер. Впродовж січня також виставлялися матеріали про особливості ігрової механіки та окремі ігрові раси.
Після релізу 23 січня Grey Goo початково була доступна тільки через Steam. Продажі дискових версій стартували 21 лютого 2015.

## Оцінки
| Агрегатор  | Оцінка |
| ---------- | ------ |
| Metacritic | [ 11 ] |

| Видання        | Оцінка |
| -------------- | ------ |
| GameSpot       | 80/100 |
| IGN            | 76/100 |
| PC Gamer (США) | 82/100 |

Grey Goo отримала схвальні відгуки, набравши 77 балів зі 100 на агрегаторі Metacritic. Однією з перших рецензій на гру була рецензія IGN, в якій говорилося: «Grey Goo, ймовірно, найкраща традиційна RTS, зроблена не Blizzard, протягом останніх п'яти років. Кінематографічне, захопливе представлення кампанії є привабливим саме по собі, а структура місій і наявні сценарії мало не революційними». IGN гру було оцінено в 7.6 з 10.